# Restrepia flosculata
Restrepia flosculata är en orkidéart som beskrevs av Carlyle August Luer. Restrepia flosculata ingår i släktet Restrepia och familjen orkidéer. Inga underarter finns listade i Catalogue of Life.

## Bildgalleri

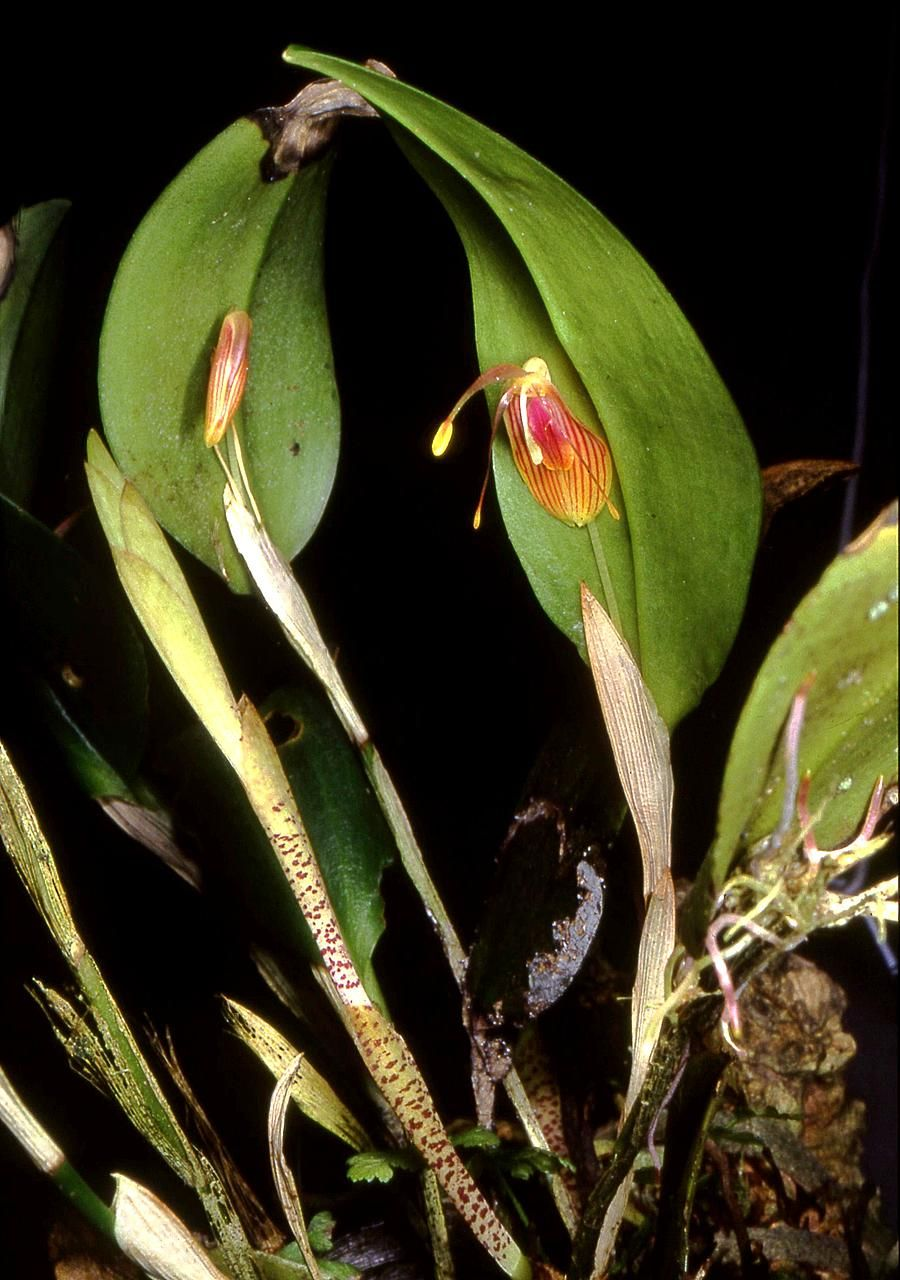
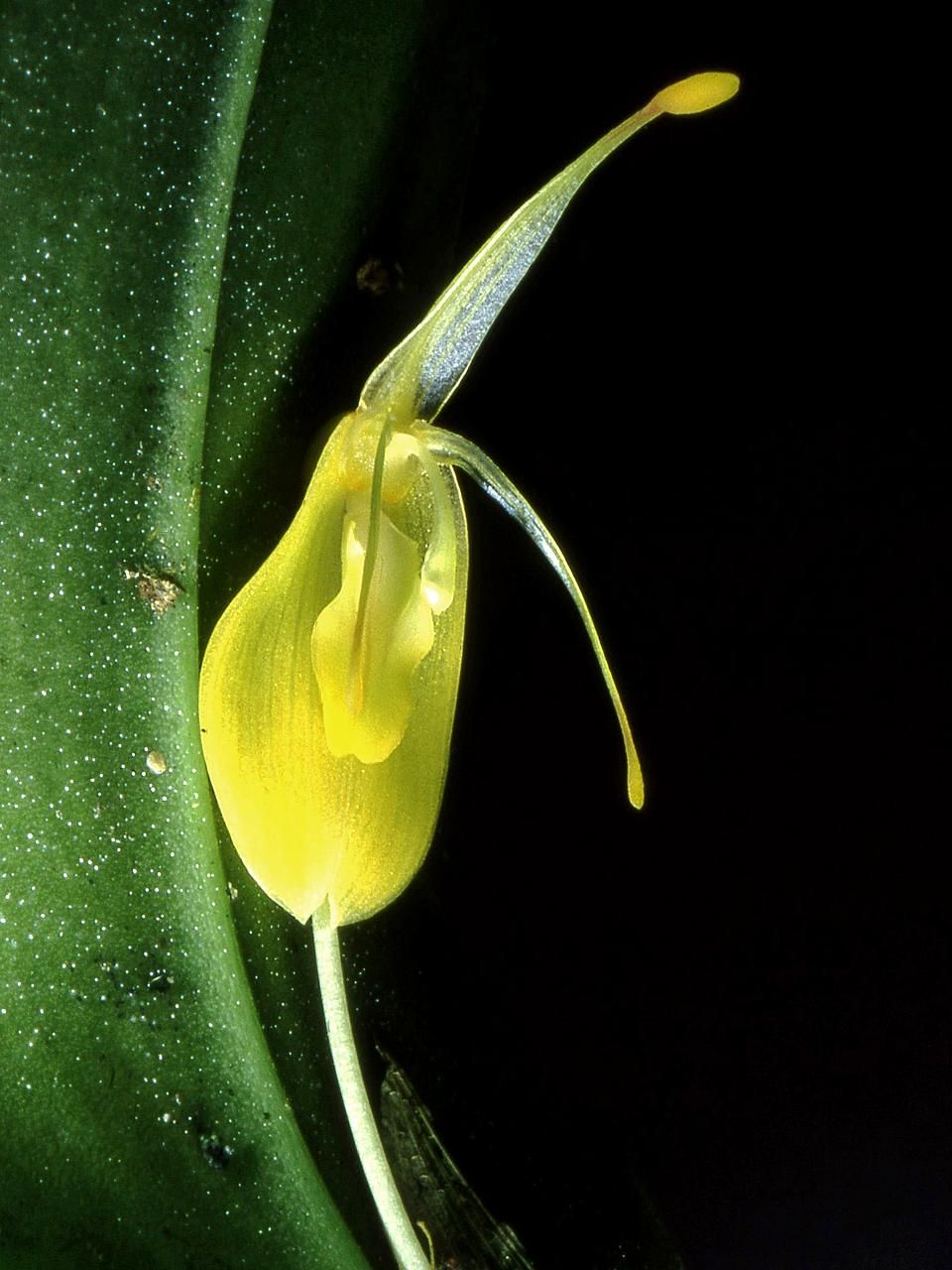